# عملية دافيدكا
عملية دافيدكا (بالعبرية: מבצע דוידקה، مفيتسا دافيدكا) كانت عملية عسكرية، نفذتها دورية من «سيريت تزانحانيم»، فصيلة الاستطلاع التابعة للواء المظليين الإسرائيلي، في القطيفة بريف دمشق. وقعت العملية ليلة 13 أكتوبر 1973، خلال حرب أكتوبر. كشف السوريون القوة الإسرائيلية المغيرة أثناء تحركها نحو الهدف، فأمطروها بوابل من النيران مما حملها على الانسحاب وإلغاء العملية.

## خلفية مسبقة
كانت عناصر من لواء المظليين بقيادة الرائد شاؤول موفاز قد هاجمت مركبات عراقية كانت في طريقها إلى الأراضي السورية، في ليلة 12 أكتوبر، خلال عملية كوتونيت والتي تكللت بالنجاح. ونتيجة لذلك، قررت هيئة الأركان العامة شن غارة مماثلة في الليلة التالية في عمق الحدود السورية بحوالي 250 كم، بهدف تعطيل نقل الأسلحة التي وصلت إلى سوريا عبر الجسر الجوي السوفيتي. تضمنت العملية استهداف نفس الموقع، لكن مع خشية تكثيف دوريات الحراسة السورية في تلك المنطقة، تقرر اختيار موقع آخر. وقع الاختيار على جسر على طريق حمص - دمشق، في منطقة القطيفة، كان من المفترض أن يمر عبره رتل عسكري، وكذلك تقرر نصب كمين للرتل نفسه.
كان موقع الغارة هذه المرة قريباً من القرى، على عكس موقع الغارة التي وقعت في الليلة السابقة، والذي كان في الصحراء وغير مأهول بالسكان. لم يكن لدى القوة المغيرة الوقت الكافي للتدريب وصعدت إلى المروحية بعد التلقين مباشرة.

## العملية
صعد 40 مظلي على مروحية ياعسور من السرب 118 في الساعة 19:30، ليلة 12 أكتوبر. أقلعت المروحية شمالاً باتجاه سوريا. حمل المظليون، إضافة إلى أسلحتهم الشخصية، متفجرات وأسلحة مضادة للدبابات تزن حوالي 30 كجم لكل مقاتل. واجه طيارا المروحية صعوبات في تحديد المسار الصحيح أثناء الرحلة نتيجة لوجود غطاء كثيف من السحب، فاضطروا إلى التحليق فوق السحب، مما جعل المروحية عُرضة للرصد بالرادار.
أدى تغيير مسار الرحلة إلى صعوبة عملية الملاحة صعبة وواجه الطياران صعوبة في تحديد موقعهم بالضبط. وأوضح الطيار يوفال إفرات لقائد الدورية موفاز أنه بعد تغيير المسار لم يتمكن من تحديد موقع نقطة الإنزال بدقة. بعد التشاور، تقرر هبوط المروحية في نقطة تقريبية والانتقال إلى موقع الهدف سيراً على الأقدام. اكتشفت الدورية بعد إبرارها أن نقطة الإنزال تقع جنوب القطيفة على بعد حوالي 10 كم من الهدف. وبعدما سارت لنحو كيلومترين رصدت القوة شاحنة تقترب منها ونزل منها ما بين 15 و20 جندياً سورياً وتمركزوا في بستان زيتون قريب. تعرف السوريون على تحركات الدورية وأطلقوا النار باتجاه أفرداها. قرر موفاز عدم مهاجمة القوة السورية مباشرة نظراً للوزن الزائد الذي يحمله جنود الدورية، ولكنه أمر بالرد بنيران كثيفة من رشاشات ماغ وقذائف هاون عيار 52 ملم والصواريخ المحمولة لاو إم 72.
ثم تحركت قوة الدورية بسرعة إلى تل مرتفع وتمركزت فوقه، بينما واصلت القوة السورية إطلاق النار. كان بإمكان دورية المظليين المتمركزة فوق التل رؤية منطقة الجسر التي كان عليهم نسفها. وصلت قوات إضافية سورية مزودة بمعدات إضاءة، وشاحنات تحمل ذخيرة وكلاب إلى المنطقة. أمر موفاز قوته بعدم الرد على مصدر إطلاق النار خوفاً من الكشف عن موقعها، مما قد يورطها في معركة خاسرة ضد قوى متفوقة، بعيداً في أعماق سوريا. قدر موفاز أنه يواجه قوة من مئات الجنود السوريين ورأى صعوبة تنفيذ المهمة. لذلك طلب من طيار المروحية، الذي كان في طريق عودته إلى قاعدته، العودة لإجلاء دورية المظليين. لكن الطيار أبلغه أن كمية الوقود في المروحية لن تكفي للعودة إلا بعد إعادة التزود بالوقود في القاعدة.
في نفس الوقت، ألقت طائرة حربية سورية مشاعل إضاءة فوق المنطقة بينما كان موفاز وقوته على التل. قرر موفاز الانسحاب حتى لا تدمر قوته، عبر تقسيمها إلى مجموعتين، إحداهما تحت إمرته والأخرى تحت قيادة الملازم أودي شولي. كان على المجموعتين الاختباء في المنطقة لعدة ساعات حتى وصول مروحية الإجلاء. حتى إذا اكتُشفت إحدى المجموعتين وأجبرت على خوض قتال، يمكن للمجموعة الأخرى من القوة انتظار المروحية والنجاة.
هبطت مروحية الإنقاذ في قاعدة رمات ديفيد وبعد إعادة تزودها بالوقود أقلعت مرة أخرى لاستعادة المظليين. شق قائد المروحية طريقه مباشرة نحو القطيفة في هذه المرة. وهاتف موفاز لإبلاغه بالتحرك شمالاً بعد انقسام الدورية. أعادت المجموعتين التجمع في نقطة تجمع واحدة فوق قمة تل عندما حاصرها جنود سوريون من ثلاث جهات. وجهت القوة المروحية نحوها من جهة شمالية والتي هبطت عبر إطفاء وتشغيل مصباح يدوي صغير فقط. أثناء هبوط المروحية أطلقت نيران كثيفة باتجاهها مما أدى إلى تضررها، لكن طياري المروحية واصلا عملية الهبوط. وسرعان ما صعدت القوة إلى بطن المروحية وكان القادة آخر من صعد على متنها. وسرعان ما أحصى ميكانيكي المروحية المظليين الأربعين، وأقلعت المروحية على الفور، تحت وابل من النيران الكثيفة. وأصيب أحد المظليين بطلق ناري طفيف. أبلغ الطيار القاعدة بحجم الأضرار التي لحقت بالمروحية وخشى من الهبوط اضطرارياً، لذلك خرجت مروحية أخرى لعملية الإنقاذ إذا لزم الأمر.

## النتيجة
لا توجد بيانات سورية متاحة عن العملية التي فشلت في تحقيق هدفها على الرغم من نجاة كامل أفراد القوة المغيرة وقد تبين بعد هبوط المروحية في إسرائيل أنها تعرضت لما يُقرب من خمسين إصابة في مروحية الذيل وخزانات الوقود وأغطية المحرك. لكن يبدو أن الدرع المثبت على المروحية حال دون تعرضها لأضرار أكبر وسمح لها بالوصول إلى إسرائيل دون مشاكل فنية.

## روابط خارجية
- Zvi Sever, and others, Paratroopers' Regiment: Thirty Years of Yom Kippur War Operations, Tel Aviv, 2005, in The Yom Kippur War Center website (Hebrew)